# Red e Toby 2 - Nemiciamici
Red e Toby 2 - Nemiciamici (The Fox and the Hound 2) è un film d'animazione direct-to-video del 2006, midquel del film del 1981 della Disney Red e Toby nemiciamici.

## Trama
Red e Toby, ancora piccoli e perciò molto  migliori amici, passano le loro giornate a giocare assieme e ad inseguire grilli. In tutto questo appare subito chiaro che Toby ha qualche difficoltà, in quanto spesso si dimostra maldestro e goffo, dubitando di sé e delle sue capacità. I problemi del piccolo si ripropongono durante una lezione di caccia impartitagli dal padrone, Amos Slade, e dal cane Fiuto, che si conclude in un autentico disastro. Poco prima i due amici avevano scoperto che nelle vicinanze si sarebbe presto svolta una fiera e, dopo la disastrosa lezione di caccia di Toby, decidono di andarci di nascosto. Qui si imbattono in una band composta da cinque cani: si tratta di Cash, Dixie, Waylon, Floyd e nonna Rose che insieme al loro padrone formano il gruppo dei "Randagi Canterini". Durante una prova, però, Dixie viene colpita da una tavola di legno sollevatasi dal pavimento e ciò scaturisce una discussione che porta Dixie ad abbandonare il resto del gruppo poco prima dell'esibizione. La band si trova, così, nei pasticci in quanto viene a mancare la voce solista della band, ma si decide di andare comunque in scena. Durante lo spettacolo, quando i "Randagi Canterini" sembrano in difficoltà, Toby, che sta assistendo tra il pubblico, viene involontariamente in loro soccorso in quanto inizia a cantare esibendo una voce sorprendentemente melodiosa. Il piccolo segugio convince talmente tanto i membri del gruppo, in particolare Cash, che decidono di tenerlo con loro licenziando definitivamente Dixie dopo l'ennesima discussione. Poco dopo Cash chiede a Toby se è un randagio, poiché nella band sono ammessi solo i randagi (sebbene sembra che i membri della band un padrone ce l'abbiano): Red incoraggia l'amico a confermare questa versione e il suo ingaggio viene confermato. Anche Red entra a far parte del gruppo come entourage di Toby: un ruolo che si riduce ben presto al semplice svolgimento di faccende domestiche.
Nel frattempo Dixie si scopre gelosa di Toby e cerca di riprendere il suo posto nella band. Il suo tentativo, tuttavia, non ha successo e,successivamente, il gruppo, comincia a prepararsi per uno spettacolo al quale assisterà anche un Talent Scout del Grand Ole Opry. Con il passare del tempo Toby si appassiona sempre di più al suo ruolo nella band, finendo col trascurare l'amico di sempre Red dimenticando di recarsi all'appuntamento che i due si erano dati per vedere assieme i fuochi d'artificio. A questo punto, la giovane volpe, arrabbiata e delusa dal comportamento dell'amico, trova inaspettatamente l'appoggio di Dixie, sempre più amareggiata per l'esclusione dalla band alla quale dimostra di tenere molto più di quanto non abbia mostrato. Insieme elaborano un piano: decidono di condurre il padrone di Toby, Amos Slade, alla fiera per far sì che Toby venga smascherato e allontanato della band. In questo modo Red tornerà ad avere il suo amico e Dixie riprenderà il suo posto da cantante solista nel gruppo.
Il giorno seguente, Amos viene attirato alla fiera come prevedeva il piano di Red e Dixie, ma le cose prendono una piega inaspettata e una serie d'incidenti devasta i padiglioni della fiera, causando un fuggi fuggi generale. Slade trova comunque Toby e decide di riportarlo a casa con sé, cosa che ne determina il licenziamento dalla band, ma il giovane segugio non perdona Red di averlo tradito. Egualmente l'uscita di scena di Toby non permette a Dixie di riprendere il suo posto: la fiera, infatti, è distrutta e tutti, compreso il Talent Scout, sono fuggiti senza assistere allo spettacolo dei cani. Questo causa discussioni tra i membri del gruppo, mentre Dixie finalmente capisce che la sua ambizione l'ha spinta decisamente troppo oltre. Il giorno dopo, sentendosi in colpa per quanto accaduto, Dixie si presenta da Toby per scusarsi e per precisare che l'idea di condurre Slade da lui era stata sua e Red aveva solo seguito il piano.
A questo punto Toby si reca dall'amico per fare pace e insieme, grazie al cappello perso lungo la strada dal Talent Scout, si mettono sulle sue tracce e usando la scusa che Dixie sia nei guai radunano anche tutta la Band facendola esibire di fronte al Talent Scout che ammira la loro esibizione e decide di farli esibireal Grand Ole Opry. Intanto Cash e Dixie si chiariscono e, finalmente, rivelano i sentimenti che provano l'uno per l'altra.
Il film si conclude mostrando Red e Toby che giocano allegramente, mentre la band ha raggiunto il tanto sospirato successo cantando al Grand Ole Opry.
sempre nella conclusione del film di red e toby , si vedono  loro due che  giocano insieme perchè hanno fato la pace ed sono diventati  a essere ancora migliori amici come prima cio' è dal inizio film , e loro due si promettono di una sola cosa che è di non separarsi mai e poi mai tra di loro anche se appartengono a due mondi diversi. 

## Personaggi
- Red (Tod): è il protagonista del film, è un giovane cucciolo di volpe dal pelo rosso e bianco molto vivace e giocoso. All'inizio cerca in tutti i modi di aiutare l'amico Toby a trovare il suo talento speciale, ma quando questo avviene se ne pente amaramente e cercherà quindi di riavere indietro l'amico sabotando la sua falsa identità di "cane randagio", indispensabile per essere membro della band. Nella versione originale fu doppiato da Harrison Fahn.
- Toby (Copper): è il  co-protagonista del film, ed è un giovane cucciolo di cane segugio dal pelo giallo sabbia e grigio e con lunghe orecchie marroni. Il piccolo Toby in cerca del suo talento si imbatte per caso in una band di cani canterini, i cui membri sono: Cash, Dixie, Waylon, Floyd e nonna Rose e viene invitato ad unirsi a loro ma i numerosi impegni della vita da cantante però lo costringeranno a trascurare Red e metterà quindi a rischio la loro amicizia. Nella versione originale fu doppiato da Jonah Bobo.
- Dixie: voce solista della band dei "Randagi Canterini", è l'antagonista principale del film. dopo che Toby entra ufficialmente a far parte della  band, invidiosa del suo successo cerca in ogni modo di sabotarlo, Gli eventi causati dalle sue azioni la porteranno, tuttavia, a redimersi completamente alla fine. Nella versione originale fu doppiata da Reba McEntire.
- Cash: è il leader della band dei "Randagi Canterini" Nella versione originale fu doppiato da Patrick Swayze.

## Colonna sonora
Il tema del film "Friends for life", cantato dal gruppo country One Flew South, nella versione italiana ("Siamo inseparabili") è interpretato da Luca Velletri.

## Doppiaggio
| Personaggio   | Doppiatore originale | Doppiatore italiano   |
| ------------- | -------------------- | --------------------- |
| Red           | Harrison Fahn        | Alex Polidori         |
| Toby          | Jonah Bobo           | Manuel Meli           |
| Cash          | Patrick Swayze       | Roberto Draghetti     |
| Dixie         | Reba McEntire        | Emanuela Rossi        |
| Lyle          | Jeff Foxworthy       | Ambrogio Colombo      |
| Nonna Rose    | Vicki Lawrence       | Paola Giannetti       |
| Bickerstaff   | Stephen Root         | Bruno Alessandro      |
| Vedova Tweed  | Russi Taylor         | Gabriella Genta       |
| Amos Slade    | Jeff Bennett         | Ennio Coltorti        |
| Vecchio fiuto | Rob Paulsen          | Vittorio Stagni       |
| Zelda         | Kath Soucie          | Graziella Polesinanti |
| Olivia Farmer | Hannah Farr          | Giulia Franceschetti  |

## Riconoscimenti
- 2007 - Golden Reel Awards
  - Miglior montaggio sonoro in un film homevideo